# Ceropegia noorjahaniae
Ceropegia noorjahaniae là một loài thực vật có hoa trong họ La bố ma. Loài này được M.A.Ansari mô tả khoa học đầu tiên năm 1972.